# David Gutman
Pour les articles homonymes, voir Gutman.
David Grigorievitch Gutman (en russe : Давид Григорьевич Гутман), né en 1884 à Vetka dans l'Empire russe et mort le 12 février 1946 à Moscou, est un metteur en scène de théâtre, un réalisateur de cinéma et un acteur russe soviétique.

## Biographie
David Gutman fonde le Théâtre de la Satire de Moscou en octobre 1924 puis le Théâtre de la Comédie de Leningrad.
Marié avec Dora Grissinski, leur couple a eu douze enfants. Mort en 1946, il est enterré au cimetière Vagankovo à Moscou.

## Filmographie partielle
En tant qu'acteur
- 1929 : La Nouvelle Babylone, de Grigori Kozintsev et Leonid Trauberg : le propriétaire du grand magasin La Nouvelle Babylone
- 1930 : Les Villes et les années (Города и годы, Goroda i gody) de Ievgueni Tcherviakov : Urbakh
- 1932 : Le Retour de Nathan Becker (Возвращение Нейтана Беккера) de Rachel Milman : Nathan Becker

En tant que réalisateur
- 1933 : Le premier peloton (Первый взвод, Pervyy vzvod) (avec Vladimir Korsch-Sabline et Boris Brodyanski)
- 1936 : Les Enfants du capitaine Grant (Deti kapitana Granta) (avec Vladimir Weinstock)